# Международный билль о правах человека
Международный билль о правах человека — совокупность международных документов, содержащая Международный пакт об экономических, социальных и культурных правах, Международный пакт о гражданских и политических правах (оба — 1966), а также факультативные протоколы к ним в совокупности с Всеобщей декларацией прав человека (1948).
Предшественниками пакета документов по правам человека, принятого на протяжении почти двух десятилетий Организацией Объединённых Наций, были Договоры о меньшинствах, принятые под эгидой Лиги Наций в межвоенный период, а также международная доктрина гуманитарного вмешательства. Однако эти документы были разрозненными и преимущественно рассматривали вопросы соблюдения государствами прав иностранных граждан, тогда как собственные граждане этих государств оставались незащищёнными.
Уже с созданием Организации Объединённых Наций в её устав были внесены пункты об универсальных правах человека, которые распространялись на всех людей, а не только на иностранных граждан. На первой же сессии Экономического и Социального Совета ООН в 1946 году были представлены два черновых проекта деклараций прав человека и создана Комиссия по правам человека, на которую была возложена задача подготовки рекомендаций и отчётов касательно Билля о правах.
Уже через три года была принята Всеобщая декларация прав человека. Выработка принципов, определяющих универсальные права человека, продолжалась в первые два десятилетия существования ООН, в 1966 году увенчавшись принятием двух результирующих документов — Международного пакта о гражданских и политических правах и Международного пакта об экономических, социальных и культурных правах. Первый из этих пактов содержит детальные гарантии защиты от произвольного ареста и удержания под стражей, пыток и унизительных наказаний; свободы мысли, совести и вероисповедания; свободы слова, свободы ассоциаций, свободы собраний, свободы передвижения и выбора места жительства; и права на справедливый и беспристрастный суд. Второй пакт ставит цели искоренения бедности, заболеваний и голода и провозглашает права индивидуума на труд, социальную защиту и охрану физического и душевного здоровья. Оба пакта 1966 года были приняты Генеральной Ассамблеей ООН без голосов «против» и воздержавшихся и к 1973 году ратифицированы 106 странами — членами ООН.
Пакты вступили в силу в 1976 году. Уже в 1966 году Генеральная Ассамблея ООН одобрила 1-й факультативный протокол к Международному пакту о гражданских и политических правах, наделяющий Комитет по правам человека правом принимать и рассматривать сообщения от лиц, утверждающих, что стали жертвами нарушений закреплённых в пакте прав государством-участником. В 1989 году был одобрен 2-й факультативный протокол к этому же пакту, согласно которому к лицам, находящимся под юрисдикцией государства-участника, не может быть применена смертная казнь. В 2008 году был одобрен факультативный протокол к Международному пакту об экономических, социальных и культурных правах, наделяющий Комитет по экономическим, социальным и культурным правам компетенцией принимать и рассматривать сообщения от лиц или групп лиц, утверждающих, что являются жертвами нарушения перечисленных в пакте прав государством-участником.